# Martin Möller
Martin Möller (25 de abril de 1976) é um matemático alemão, que trabalha com geometria algébrica e sistemas dinâmicos.
Möller obteve em 2002 um doutorado no Instituto de Tecnologia de Karlsruhe, orientado por Frank Herrlich, com a tese Modulräume irregulär gefaserter Flächen. Lecionou na Universidade de Duisburg-Essen, esteve no Instituto Max Planck de Matemática e é professor da Universidade de Frankfurt.
Foi palestrante convidado do Congresso Internacional de Matemáticos no Rio de Janeiro (2018: Geometry of Teichmüller curves).

## Publicações selecionadas
- Finiteness results for Teichmüller curves, Arxiv 2005
- Teichmueller curves, Galois actions and GT-relations, Math. Nachrichten, Volume 278, 2005, p. 1061–1077, Arxiv
- Periodic points on Veech surfaces and the Mordell-Weil group over a Teichmueller curve, Inventiones Mathematicae, Volume 165, 2006, p. 327–344, Arxiv
- Variations of Hodge structure of Teichmueller curves, Journal of the AMS, Volume 19, 2006, p. 327–344, Arxiv
- Linear manifolds in the moduli space of one-forms, Duke Math. J., Volume 144, 2008, p. 447–488, Arxiv
- Affine groups of flat surfaces, in: A. Papadopoulos (Hrsg.), Handbook of Teichmüller theory, Volume 2, 2009, p. 369–387
- com Irene Bouw: Teichmüller curves, triangle groups, and Lyapunov exponents, Annals of Mathematics, Volume 172, 2010, p. 139–185, Arxiv
- com Viehweg: Kobayashi geodesics in {\displaystyle A_{g}}, J. Diff. Geom., Volume 86, 2010, p. 355–379, Arxiv
- Shimura- and Teichmüller curves, Journal Modern Dynamics, Volume 5, 2011, p. 1–32, Arxiv
- Theta derivatives and Teichmüller curves, Arbeitstagung Bonn 2011, pdf
- Teichmüller curves, mainly from the viewpoint of algebraic geometry, in: Benson Farb, Richard Hain, Eduard Looijenga (Ed.), Moduli spaces of Riemann surfaces, IAS Park City Mathematics Series 20, AMS 2011, p. 269, pdf
- com Matt Bainbridge: Deligne-Mumford compactification of the real multiplication locus and Teichmueller curves in genus three, Acta Mathematica, Volume 208, 2012, p. 1–92, Arxiv
- com Eckart Viehweg, Kang Zuo: Stability of Hodge bundles and a numerical characterization of Shimura varieties, J. Diff. Geom., Volume 92, 2012, p. 71–151, Arxiv
- com Carlos Matheus, Jean-Christophe Yoccoz: A criterion for the simplicity of the Lyapunov spectrum of square-tiled surfaces, Inv. Math., Volume 202, 2013, p. 333–425
- Prym covers, theta functions and Kobayashi curves in Hilbert modular surfaces, Amer. Journal. of Math., Volume 135, 2014, p. 995–1022, Arxiv 2011
- com Elise Goujard: Counting Feynman-like graphs: Quasimodularity and Siegel-Veech weight, Arxiv 2016
- com Don  Zagier: Modular embeddings of Teichmüller curves, Compositio Mathematica, Volume 152, 2016, p. 2269–2349, Arxiv